# Fukuzawa Yukichi
Det här är en artikel om en person med japanskt personnamn; Fukuzawa är familjenamnet.
Fukuzawa Yukichi (japanska: 福澤 諭吉?), född 10 januari 1835 i Osaka, död 3 februari 1901 i Tokyo, var en japansk skriftställare, debattör och pedagog under meijiperioden. Han är bland annat känd för att ha grundat Keiouniversitetet, ett av Japans främsta universitet.

## Yrkesliv
Fukuzawa föddes i en fattig samurajfamilj från Nakatsu. Fukuzawa reste till Nagasaki 1854 för att studera västerländsk vapenanvändning. År 1855 begav han sig till Osaka för att studera Hollandstudier (rangaku) vid Tekijukuskolan.
Fukuzawa deltog i Japans första beskickning till USA år 1860 där den japanska missionen seglade på skeppet Kanrin maru till San Francisco. Två år senare följde han med Japans första beskickning till Europa. Han lärde sig så mycket han kunde om västerländsk civilisation och sammanställde kunskapen i boken Seiyō jijō (西洋事情, Saker gällande väst).
Fukuzawa ansåg att västvärldens levnadssätt var överlägset den traditionella japanska och spenderade resten av sitt yrkesliv med att förespråka västs positivism och liberalism. Han förespråkade även politiska och utbildningsreformer samt jämställdhet.

## Fukuzawa i kulturen
Fukuzawa Yukichi finns avbildad på Japans 10 000 yen-sedel.